# ホセ・コルパス
ホセ・コルパス・セルナ（José Corpas Serna、1991年7月7日 - ）は、スペイン・バニョス・デ・ラ・エンシーア出身のサッカー選手。SDエイバル所属。ポジションはフォワード。

## クラブ経歴
アンダルシア州のバニョス・デ・ラ・エンシーアに生まれ、CDリナレスで育成された。2009年に同クラブでプロデビューを果たすと、以降8シーズンをレギュラーとして活躍した。
2017年7月15日、セグンダ・ディビシオンBのマルベジャFCに移籍した。リーグで好調をおさめるクラブにおいてレギュラーの座を獲得し、チームのリーグ戦2位フィニッシュに貢献した。
2018年7月3日、UDアルメリアと2年契約を交わした。2020-21シーズンのはリーグ戦39試合に出場して12ゴールを挙げ、ラ・リーガ昇格プレーオフ出場権を得た。しかし、そのプレーオフでジローナFCに敗れ、ラ・リーガ昇格は叶わなかった。アルメリアでは公式戦通算129試合20ゴールという記録を残した。
2021年6月22日、セグンダに降格したSDエイバルに移籍し、3年契約を交わした。